# Эксплант
Эксплант (лат. explanto — вырываю что-нибудь, растущее с корнем) — группа клеток, отделенная от материнского организма. Используется в биологических исследованиях, связанных с микроклональным размножением растений. У двудольных растений, эксплантами могут являться, например, части гипокотилей, стеблей, корней, семядоли, пыльники и прочее. При культивировании эксплантов на питательных средах различного состава, можно наблюдать каллусогенез или органогенез (образование корней, побегов и пр.)